# Fantastyczna Czwórka: Narodziny Srebrnego Surfera
Fantastyczna Czwórka: Narodziny Srebrnego Surfera (oryg. Fantastic Four: Rise of the Silver Surfer) – amerykańsko-niemiecki fantastycznonaukowy film akcji na podstawie serii komiksów o drużynie superbohaterów o tym samym tytule wydawnictwa Marvel Comics. Za reżyserię odpowiadał Tim Story na podstawie scenariusza Dona Payne’a i Marka Frosta. W głównych rolach wystąpili: Ioan Gruffudd, Jessica Alba, Chris Evans, Michael Chiklis, Julian McMahon, Kerry Washington, Andre Braugher, Beau Garrett, Doug Jones i Laurence Fishburne.
Światowa premiera filmu miała miejsce 12 czerwca 2007 roku w Londynie. W Polsce zadebiutował on 15 czerwca tego samego roku. Film przy budżecie 130 milionów dolarów zarobił ponad 300 milionów i otrzymał on przeważnie negatywne oceny od krytyków. Jest kontynuacją filmu Fantastyczna Czwórka z 2005 roku. Planowany sequel i spin-off zostały anulowane, co w 2015 roku zaowocowało rebootem Fantastyczna Czwórka, a w 2019 roku, po odzyskaniu praw do ekranizacji przez Marvel Studios, Kevin Feige zapowiedział kolejny reboot będący częścią franczyzy Filmowego Uniwersum Marvela (MCU).

## Streszczenie fabuły
Srebrny obiekt wdarł się do atmosfery ziemskiej emitując energię kosmiczną, która tworzy masowe fluktuacje molekularne i powodując głębokie kratery w różnych miejscach na Ziemi. Rząd zwraca się do Reeda Richardsa, aby namierzyć ruchy obiektu.
Reed Richards i Sue Storm przygotowują się do ślubu. Kiedy ceremonia się rozpoczyna, systemy Richardsa wykrywają dziwny obiekt zbliżający się do Nowego Jorku. Obiekt ten niszczy czujniki, a Fantastyczna Czwórka chroni tłum. Johnny Storm wyrusza za obiektem, odkrywając, że jest to humanoid, „Srebrny Surfer”. Johnny stawia mu czoła, a ten zabiera go w górne warstwy atmosfery, a następnie upuszcza go z powrotem na Ziemię. Johnny’emu udaje się reaktywować swoje moce i przetrwać upadek. Później, kiedy Sue próbuje pocieszyć Johnny’ego i dotyka jego ramion, zamieniają się mocami. On staje się niewidzialny, a ona przejmuje jego moce, a kiedy znów się dotykają, ich moc zostaje przywrócona, jednak Sue zostaje naga przed publicznością, która robi jej zdjęcia. Richards badając Johnny’ego odkrywa, że kontakt ze Srebrnym Surferem zmienił strukturę molekularną Johnny’ego, umożliwiając mu wymianę mocy z kolegami z drużyny poprzez kontakt fizyczny.
Śledząc kosmiczną energię Srebrnego Surfera, Richards odkrywa, że planety, na których pojawił się on wcześniej, zostały zniszczone osiem dni później, i że tworzy głębokie sztuczne kratery na całym świecie w nieznanym celu. Richards ustala, że kolejny krater zostanie utworzony w Londynie. Czwórka planuje się tam wybrać, jednak pojawiają się tam za późno, aby powstrzymać powstanie krateru, wskutek czego Tamiza wpływa do takiego krateru. Później zarówno Richards, jak i Sue rozważają porzucenie swojego życia jako superbohaterów, aby rozpocząć normalne życie i założyć rodzinę. Podróż Srebrnego Surfera po świecie prowadzi go do Latverii, gdzie jego kosmiczna energia wpływa na szczątki Victora Von Dooma uwalniając go po dwóch latach z metalowego posągu. Doom odnajduje Srebrnego Surfera na lodowcu Russell i składa mu propozycję połączenia sił. Kiedy Srebrny Surfer odmawia, Doom go atakuje. Srebrny Surfer kontratakuje, rozbijając Dooma przez lód. Mimo to, jego kosmiczna energia leczy ciało Dooma, zamiast go zniszczyć.
Doom powraca i wykorzystuje swoje doświadczenie do zawarcia umowy z armią Stanów Zjednoczonych, która zmusza Fantastyczną Czwórkę do współpracy z nim. Richards dochodzi do wniosku, że deska Srebrnego Surfera jest źródłem jego mocy i opracowuje generator impulsów, który oddzieli go od niej, a Doom pracuje nad nieznanym urządzeniem. W Schwarzwaldzie Sue konfrontuje się ze Srebrnym Surferem, który ujawnia, że jest sługą niszczyciela światów i żałuje zniszczenia, jakie powoduje. Wojsko otwiera ogień do Srebrnego Surfera, który rozprasza go, co pozwala Czwórce wystrzelić impuls, który oddziela go od jego deski. Srebrny Surfer zostaje uwięziony przez wojsko na Syberii i tam torturują go w celu uzyskania informacji. Sue wykorzystuje swoje moce, by wkraść się do jego celi, gdzie dowiaduje się, że jego pan jest znany jako Galactus, masywna, przypominająca chmurę kosmiczna istota, która w celu przetrwania żywi się planetami, na których znajduje się życie, oraz że jego deska naprowadzi Galactusa na Ziemię.
Doom za pomocą urządzenia, które stworzył w tajemnicy uzyskuje kontrolę nad deską i jej mocami. Fantastyczna Czwórka uwalnia Srebrnego Surfera i razem z nim wyruszają za Doomem do Szanghaju. Podczas walki z Doomem Sue zostaje ranna. Johnny wchłania moce całej drużyny i podejmuje walkę z Doomem. Johnny’emu udaje się pozbawić Dooma kontroli nad deską, a Ben Grimm używa dźwigu, aby wrzucić go do portu. Mimo to Galactus przybywa na Ziemię, a Sue umiera w ramionach Richardsa. Srebrny Surfer odzyskuje kontrolę nad swoją deską i dzięki swojej mocy ożywia Sue i staje w obronie Ziemi przed Galactusem. Razem z Johnnym poleciał w jego kierunku, powodując potężny wybuch, który pochłonął Galactusa w kosmicznej szczelinie, niszcząc go, a przy okazji prawdopodobnie też Srebrnego Surfera.
Krótko po wydarzeniach w Szanghaju Richards i Sue pobierają się w Japonii, ale ślub zostaje ponownie przerwany przez informację, że Wenecja tonie w Adriatyku. Przed wyruszeniem na ratunek miastu udaje się zakończyć uroczystość.
W scenie w połowie napisów końcowych Srebrny Surfer otwiera oczy, a jego deska leci w jego stronę.

## Obsada
- Ioan Gruffudd jako Reed Richards / Pan Fantastyczny, genialny matematyk i fizyk, który posiada zdolność elastyczności swojego ciała. Jest liderem Fantastycznej Czwórki[3].
- Jessica Alba jako Sue Storm / Niewidzialna Kobieta, naukowiec, która posiada umiejętność bycia niewidzialną oraz tworzenia barier. Należy do Fantastycznej czwórki[3].
- Chris Evans jako Johnny Storm / Człowiek Pochodnia, brat Sue, który posiada zdolność tworzenia ognia i manipulowania nim. Należy do Fantastycznej Czwórki[3].
- Michael Chiklis jako Ben Grimm / Rzecz, kiedyś służył United States Navy SEALs, najlepszy przyjaciel Richardsa. Posiada nadludzką siłę i wytrzymałość, ma pomarańczową, elastyczną skórę przypominającą kamień. Należy do Fantastycznej Czwórki[3].
- Julian McMahon jako Victor Von Doom / Doktor Doom, były szkolny rywal Richardsa, przemysłowiec i twórca Von Doom Industries, który stał się wrogiem Fantastycznej Czwórki. Posiada zdolność elektrycznej manipulacji, a jego ciało pokryte jest metalem[4].
- Kerry Washington jako Alicia Masters, niewidoma artystka, dziewczyna Bena Grimma[1].
- Andre Braugher jako T. Hager, generał armii amerykańskiej i były współpracownik Reeda Richardsa[5].
- Beau Garrett jako Frankie Raye, kapitan armii amerykańskiej i dziewczyna Johnny’ego Storma[1].
- Doug Jones jako Norrin Radd / Srebrny Surfer, potężna istota pozaziemska, która pomaga Fantastycznej Czwórce[4]. Laurence Fishburne udzielał głosu Srebrnemu Surferowi[6].

W filmie ponadto wystąpili: Vanessa Minnillo jako Julie Angel, supermodelka, która była randką Johnny’ego Storma na ślubie Sue i Reeda; Brian Posehn jako prowadzący ceremonię ślubną Reeda i Sue; Zach Grenier jako pan Sherman / Rafke; Kenneth Welsh jako doktor Jeff Wagner oraz Gonzalo Menendez jako porucznik Cruz. W roli cameo pojawił się Stan Lee, twórca komiksów Marvel Comics jako on sam, jako jeden z gości na ślubie Sue i Reeda, odprawiony z wesela przez ochronę.

## Produkcja

### Rozwój projektu
W grudniu 2005 roku 20th Century Fox studio potwierdziło plany na sequel i zatrudniło Tima Story’ego i Marka Frosta odpowiednio na stanowiskach reżysera i scenarzysty. Producentami filmu zostali Avi Arad, Bernd Eichinger i Ralph Winter. W maju 2006 roku poinformowano, że Don Payne dołączył do Frosta. W sierpniu studio podało tytuł filmu Fantastic Four: Rise of the Silver Surfer i datę amerykańskiej premiery ustalonej na 15 czerwca 2007 roku.

### Casting
W grudniu 2005 roku poinformowano, że Ioan Gruffudd, Jessica Alba, Chris Evans i Michael Chiklis powtórzą swoje role z pierwszej części. W sierpniu 2006 Andre Braugher dołączył do obsady. We wrześniu poinformowano, że Doug Jones zagra Srebrnego Surfera, i że Julian McMahon powróci jako Doom. W kwietniu 2007 roku ujawniono, że Laurence Fishburne użyczy głosu Srebrnemu Surferowi.

### Zdjęcia i postprodukcja
Zdjęcia do filmu rozpoczęły się 28 sierpnia 2006 roku w Vancouver, a zakończono 15 grudnia tego samego roku. Za zdjęcia odpowiadał Larry Blanford, za scenografię Kirk M. Petruccelli, a za kostiumy Mary E. Vogt. Montażem zajęli się William Hoy i Peter S. Elliot.

## Muzyka
John Ottman został zatrudniony do skomponowania muzyki do filmu. Ścieżka dźwiękowa z muzyką Ottmana Fantastic Four: Rise of the Silver Surfer (Original Motion Picture Soundtrack) została wydana 19 czerwca 2007 przez Sony Classical Records.
| Fantastic Four: Rise of the Silver Surfer (Original Motion Picture Soundtrack) – 2007 | Fantastic Four: Rise of the Silver Surfer (Original Motion Picture Soundtrack) – 2007 | Fantastic Four: Rise of the Silver Surfer (Original Motion Picture Soundtrack) – 2007 | Fantastic Four: Rise of the Silver Surfer (Original Motion Picture Soundtrack) – 2007 |
| Nr                                                                                    | Tytuł utworu                                                                          | Autor                                                                                 | Długość                                                                               |
| ------------------------------------------------------------------------------------- | ------------------------------------------------------------------------------------- | ------------------------------------------------------------------------------------- | ------------------------------------------------------------------------------------- |
| 1.                                                                                    | „Silver Surfer Theme”                                                                 | J. Ottman                                                                             | 4:21                                                                                  |
| 2.                                                                                    | „Galactus Destroys / Opening”                                                         | J. Ottman                                                                             | 1:53                                                                                  |
| 3.                                                                                    | „Pursuing Doom”                                                                       | J. Ottman                                                                             | 3:12                                                                                  |
| 4.                                                                                    | „Wedding Day Jitters”                                                                 | J. Ottman                                                                             | 1:21                                                                                  |
| 5.                                                                                    | „Chasing the Surfer”                                                                  | J. Ottman                                                                             | 2:32                                                                                  |
| 6.                                                                                    | „Camp Testosterone / Meeting the Surfer”                                              | J. Ottman                                                                             | 3:35                                                                                  |
| 7.                                                                                    | „A Little Persuasion”                                                                 | J. Ottman                                                                             | 2:07                                                                                  |
| 8.                                                                                    | „Botched Heroics”                                                                     | J. Ottman                                                                             | 4:36                                                                                  |
| 9.                                                                                    | „Someone I Once Knew”                                                                 | J. Ottman                                                                             | 2:24                                                                                  |
| 10.                                                                                   | „The Future / Doom’s Deal”                                                            | J. Ottman                                                                             | 2:58                                                                                  |
| 11.                                                                                   | „Sibling Switch”                                                                      | J. Ottman                                                                             | 1:41                                                                                  |
| 12.                                                                                   | „Outside Help”                                                                        | J. Ottman                                                                             | 2:38                                                                                  |
| 13.                                                                                   | „Springing the Surfer”                                                                | J. Ottman                                                                             | 1:57                                                                                  |
| 14.                                                                                   | „Doom’s Double Cross”                                                                 | J. Ottman                                                                             | 2:41                                                                                  |
| 15.                                                                                   | „Mr. Sherman/Under the Radar”                                                         | J. Ottman                                                                             | 1:55                                                                                  |
| 16.                                                                                   | „Four in One”                                                                         | J. Ottman                                                                             | 3:04                                                                                  |
| 17.                                                                                   | „Silver Savior / Aftermath”                                                           | J. Ottman                                                                             | 5:55                                                                                  |
| 18.                                                                                   | „Gunshot Wedding”                                                                     | J. Ottman                                                                             | 1:18                                                                                  |
| 19.                                                                                   | „Norrin Radd”                                                                         | J. Ottman                                                                             | 0:49                                                                                  |
|                                                                                       |                                                                                       |                                                                                       | 50:57                                                                                 |

## Wydanie
Światowa premiera filmu miała miejsce 12 czerwca 2007 roku w Londynie. Podczas wydarzenia uczestniczyła obsada i produkcja filmu oraz zaproszeni specjalni goście. Premierze tej towarzyszył czerwony dywan oraz szereg konferencji prasowych. Dla szerszej publiczności w Stanach Zjednoczonych i w Polsce zadebiutował 15 czerwca tego samego roku.

## Odbiór

### Box office
Film przy budżecie 130 milionów dolarów zarobił ponad 300 milionów, z czego ponad 130 milionów w Stanach Zjednoczonych i Kanadzie oraz ponad 215 tysięcy w Polsce.

### Krytyka w mediach
Film otrzymał przeważnie negatywne oceniony od krytyków. W serwisie Rotten Tomatoes 37% z 170 recenzji filmu jest pozytywnych (średnia ocen wyniosła 4,51 na 10). Na portalu Metacritic średnia ocen z 35 recenzji wyniosła 40 punktów na 100. Natomiast według serwisu CinemaScore publiczność przyznała mu ocenę C+ w skali od F do A+.

### Nagrody i nominacje
| Rok  | Ceremonia               | Kategoria                                                 | Nominowani                                        | Rezultat  | Przypis |
| ---- | ----------------------- | --------------------------------------------------------- | ------------------------------------------------- | --------- | ------- |
| 2007 | Teen Choice Awards      | Ulubiony film akcji                                       | Fantastyczna Czwórka: Narodziny Srebrnego Surfera | Nominacja | [ 20 ]  |
| 2007 | Teen Choice Awards      | Ulubiona aktorka filmu akcji                              | Jessica Alba                                      | Nominacja | [ 20 ]  |
| 2007 | Teen Choice Awards      | Ulubiona film lata                                        | Fantastyczna Czwórka: Narodziny Srebrnego Surfera | Nominacja | [ 20 ]  |
| 2007 | Teen Choice Awards      | Ulubiony scena taneczna                                   | Ioan Gruffudd                                     | Nominacja | [ 20 ]  |
| 2007 | Teen Choice Awards      | Najlepszy filmowy wybuch złości                           | Jessica Alba                                      | Nominacja | [ 20 ]  |
| 2007 | Teen Choice Awards      | Ulubiony aktor filmu akcji                                | Chris Evans                                       | Nominacja | [ 20 ]  |
| 2007 | Teen Choice Awards      | Ulubiony czarny charakter                                 | Julian McMahon                                    | Nominacja | [ 20 ]  |
| 2007 | Teen Choice Awards      | Ulubiony filmowy łomot                                    | Chris Evans, Julian McMahon                       | Nominacja | [ 20 ]  |
| 2007 | Golden Schmoes Awards   | Najgorszy film roku                                       | Fantastyczna Czwórka: Narodziny Srebrnego Surfera | Nominacja | [ 21 ]  |
| 2007 | National Movie Awards   | Najlepszy film familijny                                  | Fantastyczna Czwórka: Narodziny Srebrnego Surfera | Nominacja | [ 22 ]  |
| 2007 | MTV Movie Awards        | Najlepszy letni przebój, którego jeszcze nie widzieliście | Fantastyczna Czwórka: Narodziny Srebrnego Surfera | Nominacja | [ 23 ]  |
| 2008 | Saturn Awards           | Najlepszy film fantastyczno-naukowy                       | Fantastyczna Czwórka: Narodziny Srebrnego Surfera | Nominacja | [ 24 ]  |
| 2008 | Kids’ Choice Awards     | Ulubiona aktorka filmowa                                  | Jessica Alba                                      | Wygrana   | [ 25 ]  |
| 2008 | Golden Raspberry Awards | Najgorsza aktorka                                         | Jessica Alba                                      | Nominacja | [ 26 ]  |
| 2008 | Golden Raspberry Awards | Najgorsza ekranowa para / duet filmowy                    | Ioan Gruffudd, Jessica Alba                       | Nominacja | [ 26 ]  |

## Anulowane kontynuacja i spin-off oraz rebooty
W 2007 roku poinformowano, że planowany trzeci film oraz spin-off o Srebrnym Surferze zostały anulowane w związku z niższymi wpływami drugiej części.
W sierpniu 2009 roku studio ogłosiło reboot filmu o Fantastycznej Czwórce. W lipcu 2012 roku Josh Trank otrzymał stanowisko reżysera. Scenariusz napisał Trank wspólnie z Jeremym Slaterem i Simonem Kinbergiem. W rolach Fantastycznej Czwórki wystąpili: Miles Teller jako Reed Richards, Kate Mara jako Sue Storm, Michael B. Jordan jako Johnny Storm i Jamie Bell zagra Bena Grimma. Victora von Dooma zagrał Toby Kebbell. Film Fantastyczna Czwórka zadebiutował w 2015 roku. Został on negatywnie oceniony przez krytyków i publiczność oraz okazał się finansową porażką. Pomimo iż sequel został oficjalnie na rok przed premierą pierwszej części na 2017 rok, studio z niego zrezygnowało.
W marcu 2019 zakończyła się transakcja kupna części 21st Century Fox przez The Walt Disney Company, dzięki czemu prawa do tych postaci powróciły do Marvel Studios. W lipcu 2019 roku podczas San Diego Comic-Conu szef studia, Kevin Feige poinformował, że powstanie reboot będący częścią franczyzy Filmowego Uniwersum Marvela.